# Hemieuxoa cadioui
Hemieuxoa cadioui là một loài bướm đêm trong họ Noctuidae.